# Джустиниани, Бенедетто
Бенеде́тто Джустиниа́ни (лат. Benedictus Iustinianus, итал. Benedetto Giustiniani; 5 июня 1554, Хиос, Генуэзская республика — 27 марта 1621, Рим, Папская область) — представитель генуэзского рода Джустиниани, доктор юриспруденции, папский легат, кардинал-епископ Палестрины, Сабины и Порто-Санта Руфины.
Сторонник контрреформации и внутрицерковной реформы. Главный банкир и финансист Святого Престола. Коллекционер произведений искусства. Одним из первых открыл талант художника Микеланджело Меризи, по прозвищу Караваджо, которому оказывал особое покровительство.

## Биография

### Ранние годы

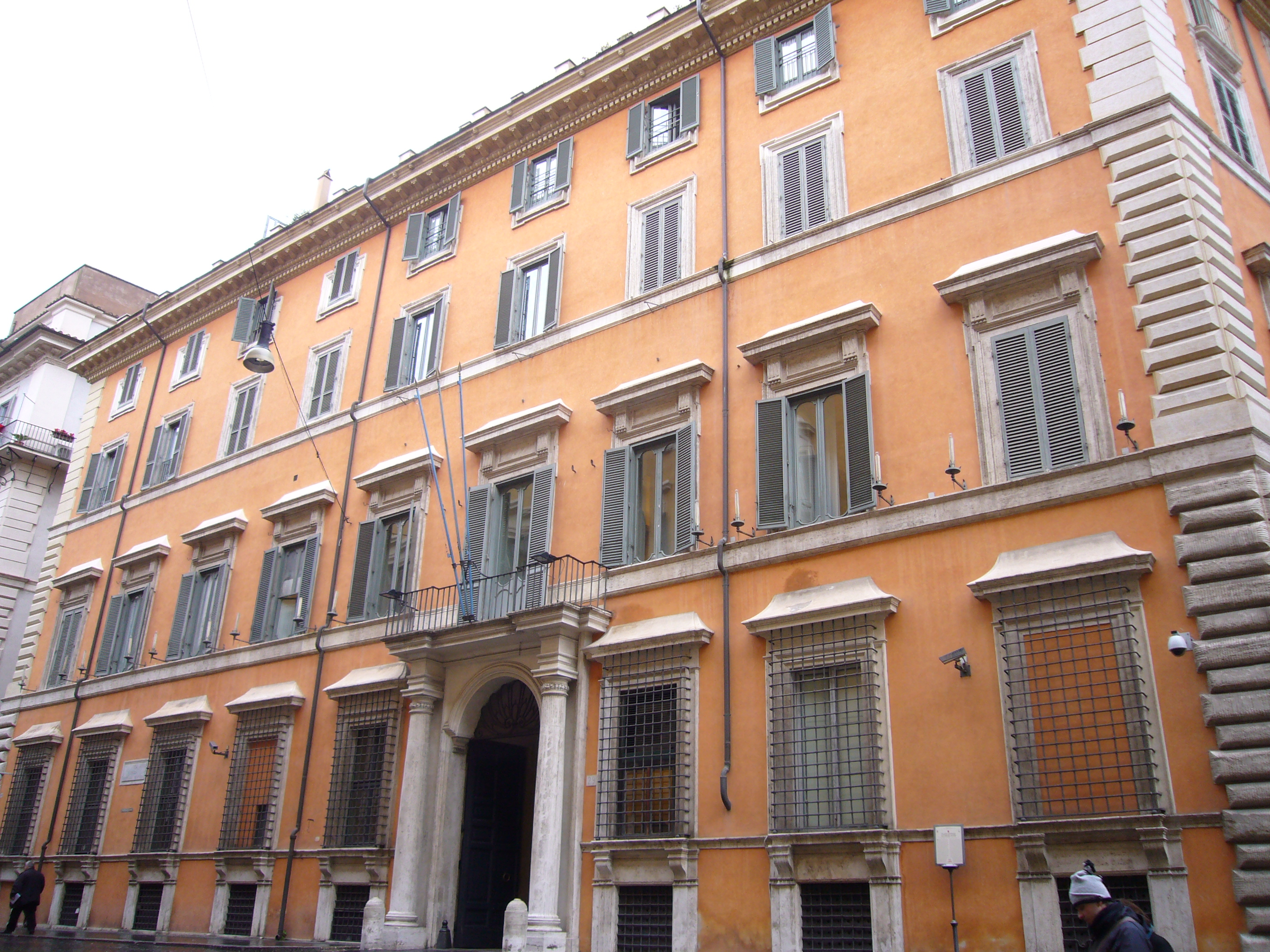
Палаццо Джустиниани в Риме

Бенедетто Джустиниани родился 5 июля 1554 года на острове Хиос в Эгейском море, в то время принадлежавшем Генуэзской республике. Он был первым ребёнком в семье Джузеппе Джустиниани-Нигро и Джироламы Джустиниани-Реканелли. В 1569 году они покинули остров, завоёванный ранее Османской империей, и поселились сначала в Венеции, после в Генуе, затем в Риме в Палаццо Джустиниани. Вскоре, семья, благодаря накопленному поколениями капиталу, приобрела солидное положение в обществе.
Окончив государственную школу, в 1573 году Бенедетто поступил в университет в Перудже, откуда перешёл в университет в Падуе, где в 1576 году получил докторскую степень. Научное звание он подтвердил в 1577 году в Генуе. Несмотря на распущенный образ жизни во время студенчества, решил последовать примеру своего дяди по линии матери, кардинала Винченцо Джустиниани, и избрал церковную карьеру. Он отказался возглавить банковский дом Джустиниани, и отцу наследовал его младший брат Винченцо.

### Церковный сановник
В 1579 году Бенедетто был принят при папском дворе в Риме. Он стал секретарём с правом двух подписей. В 1582 году приобрел должность аббревиатора великого парка. Папа Григорий XIII передал ему бенефиции умершего дяди-кардинала. В 1585 году за 50 000 эскудо приобрёл у римского папы Сикста V должность главного казначея, став клириком Апостольской Палаты. Одновременно владел должностью генерального сборщика невостребованных церковных бенефициев.
Бенедетто был автором экономической политики в период понтификата Сикста V, основанной на продаже должностей и росте государственного долга. Вместе с банкирами — генуэзским Пинелли и лиссабонским Лопесом, скупил половину должностей при папском дворе. Рост церковных доходов привёл к особому покровительству, которое ему оказывал Святой Престол. В 1594 году его отец Джузеппе достиг вершины карьеры, став депозитарным генералом — главным операционным директором платежной системы Апостольской Палаты.
Входил в состав различных куриальных комиссий, например, участвовал в утверждении ордена малых регулярных клириков и урегулировании спора между кардиналом Федерико Борромео и светскими властями Милана. Бенедетто был сторонником про-французской партии. На общей консистории 30 марта 1590 года, собравшейся после известия о победе гугенотов при Иври на войсками католической лиги, выступил против планировавшегося вторжения во Францию армий Испании и Папской области, вместе с войсками католической лиги. В 1598 года римский папа Климент VIII назначил его префектом Конгрегации по делам епископов и монашествующих.

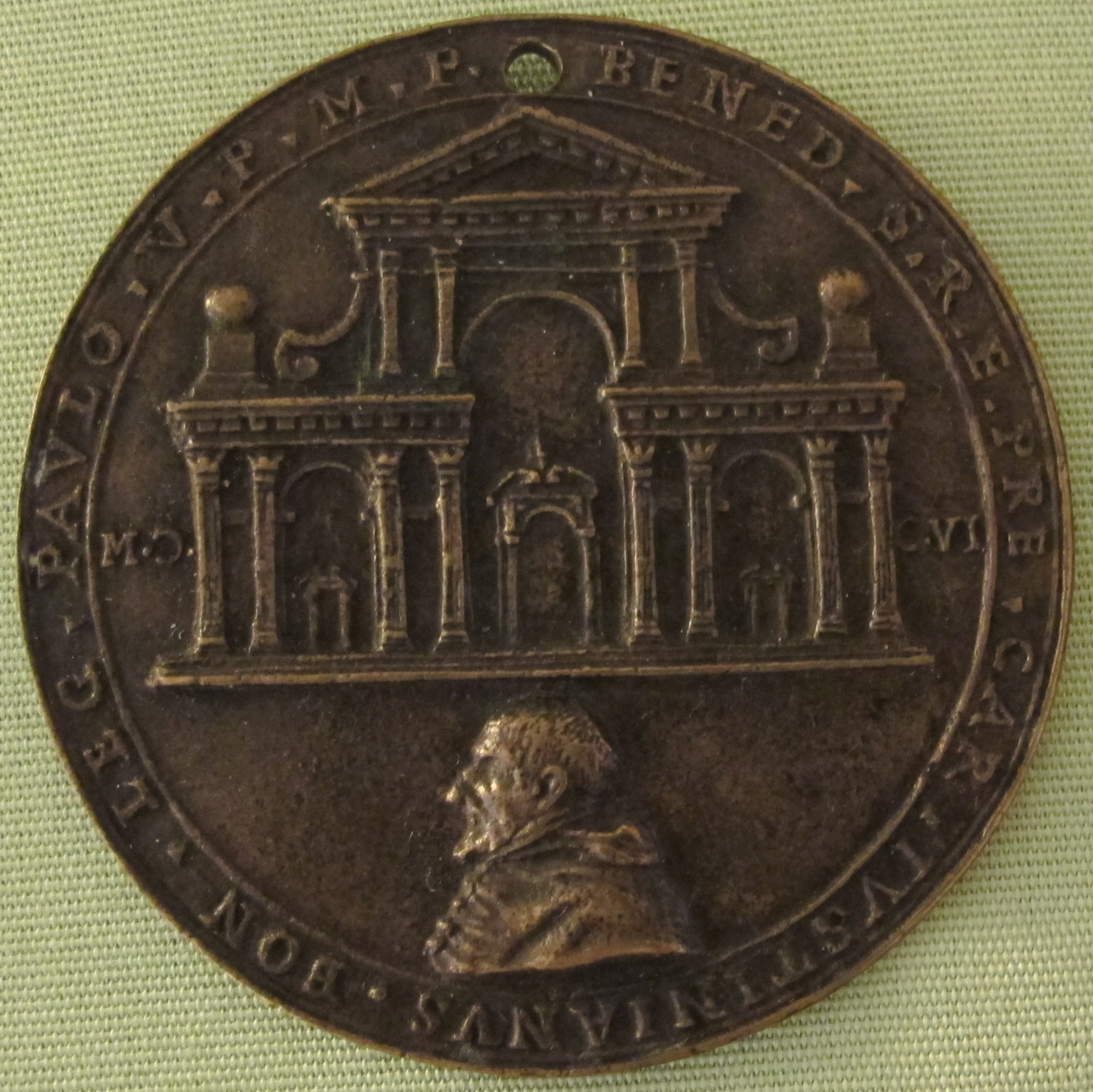
Медаль с профилем Бенедетто Джустиниани, Болонья, 1606 год

С 1606 по 1611 год Бенедетто был папским легатом в Болонье. Сразу по прибытии на место служения, решил проблемы с поставками в город зерна через покровительствовавших ему Медичи, великих герцогов Тосканских. Активно боролся с преступностью. При нём к смертной казни были приговорены более пятидесяти человек. Ужесточил местное законодательство: контролировал рост цен, запретил ношение оружия, азартные игры, выслал из города всех цыган и бродяг. Особенно жестокими были его законы против гомосексуальности — при этом самого Бенедетто подозревали в подобных связях, несмотря на то, что в юности он думал даже жениться.

### Кардинал
Папа Сикст V 16 ноября 1586 года возвёл его в кардиналы, а 14 января 1587 года ему был присвоен титул кардинала-дьякона Сан-Джорджо-ин-Велабро, который в том же году 11 сентября был заменён на титул кардинала-дьякона Сант-Агата-деи-Готи. Новый титул кардинала-дьякона Санта-Мария-ин-Козмедин был присвоен ему 20 марта 1589 года. 7 января 1591 года он был рукоположён в священники с присвоением титула кардинала-священника Сан-Марчелло, который 17 марта 1599 года был заменён титулом кардинала-священника Санта-Приска, а 17 августа 1611 года — кардинала-священника Сан-Лоренцо-ин-Лучина.
4 июня 1612 года римский папа Павел V номинировал Бенедетто в кардиналы-епископы Палестрины и 2 июля того же года возглавил его хиротонию. Во время хиротонии понтифику сослужили Джованни Гарсия Меллини, кардинал-священник Санти-Кваттро-Коронати и кардинал Марчелло Ланте делла Ровере, епископ Тоди. 16 сентября 1617 года титул был заменён на титул кардинала-епископа Сабины и, наконец, 31 августа 1620 года — на титул кардинала-епископа Порто-Санта Руфины.
Участвовал в семи конклавах, избравших римскими папами в сентябре 1590 года Урбана VII, в декабре 1590 года Григория XIV, в 1591 году Иннокентия IX, в 1592 году Климента VIII, в марте 1605 года Льва XI, в мае 1605 года Павла V и в 1621 году Григория XV. На последнем конклаве рассчитывал быть избранным римским папой, но не смог преодолеть оппозицию со стороны кардиналов Доменико Риваролы и Джакомо Серры.

### Последние годы
Бенедетто оказывал особое покровительство ордену валломброзиан. В 1601 году он послал в их аббатство Джованни Леонарди, основателя конгрегации регулярных клириков Богоматери, чтобы тот помог реформировать устав. Ходатайствовал перед кардиналом Бартоломео Чези о приобретении для ордена церкви Санта-Мария-ин-Портико в Риме.

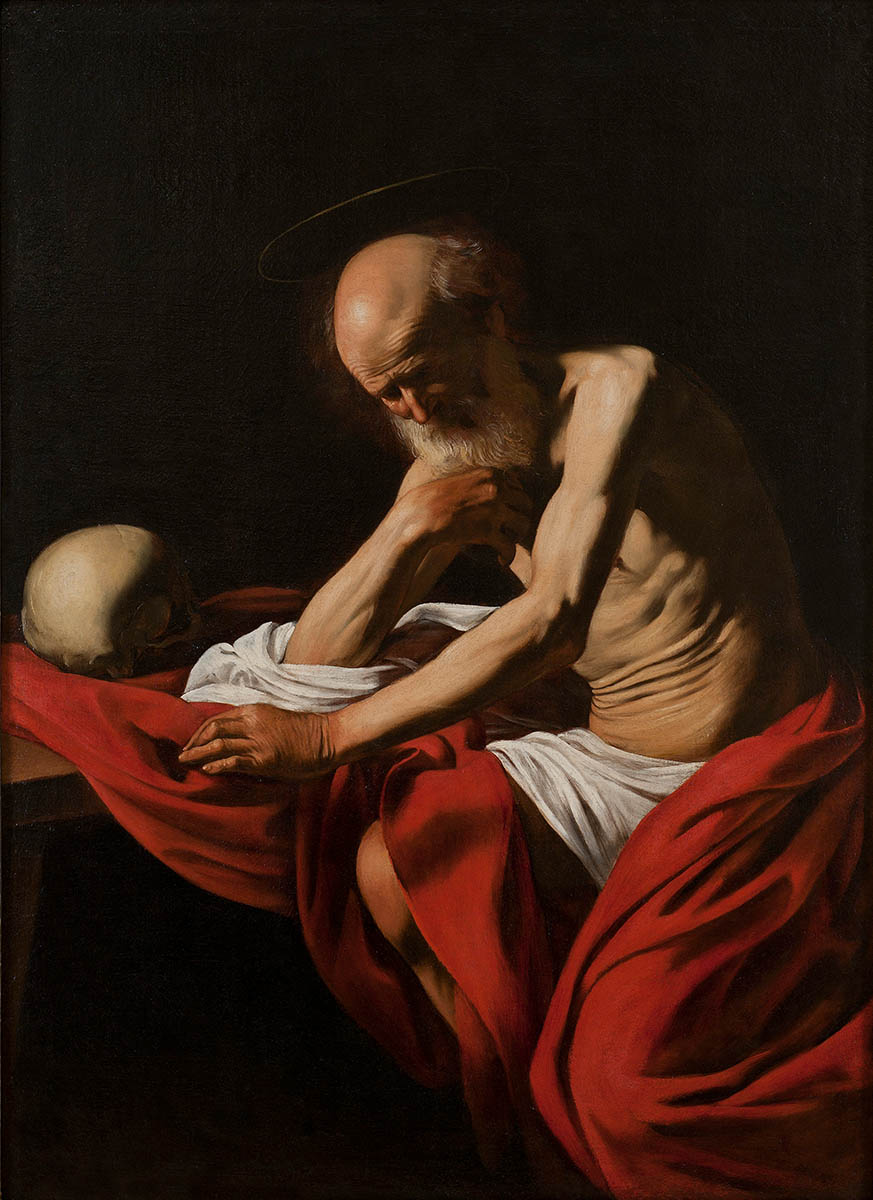
Караваджо. «Святой Иероним в размышлении», 1606 год

Бенедетто Джустиниани умер в Риме 27 марта 1621 года и был похоронен в капелле Джустиниани в церкви Санта-Мария-сопра-Минерва. За время жизни его состояние значительно уменьшилось, как он сам признался в завещании, оно оказалось на 130 000 эскудо меньше полученного им наследства. Однако, будучи страстным коллекционером Бенедетто оставил после себя собрание в 280 полотен, включавшее многие шедевры Микеланджело Меризи, по прозвищу Караваджо, Аннибале, Агостино и Лодовико Карраччи и художников болонской школы живописи.

### Отношение к Караваджо
Бенедетто был большим поклонником живописи Микеланджело Меризи да Караваджо. Страсть к творчеству художника он привил и своему младшему брату, Джустиниани, Винченцо Винченцо Джустиниани, который считается одним из крупнейших коллекционеров картин Караваджо и покровителем художника.
В собрание самого Бенедетто входили четыре картины живописца: утраченная «Кающаяся Магдалина» (до 1602 г.) с изображением обнажённой грешницы в пустыне с протянутыми ко Христу руками, также утраченный «Портрет сидящего кардинала Джустиниани», «Христос в Гефсиманском саду со спящими апостолами» (до 1621), сгорела во время пожара в 1945 году в музее кайзера Фридриха в Берлине, и «Святой Иероним в размышлении» (около 1606 г.), которую ныне отождествляют с полотном в аббатстве Святой Девы Монсерратской близ Барселоны. Кроме работ кисти самого Караваджо, в коллекции Бенедетто Джустиниани было много картин художников его круга.